# Plätte

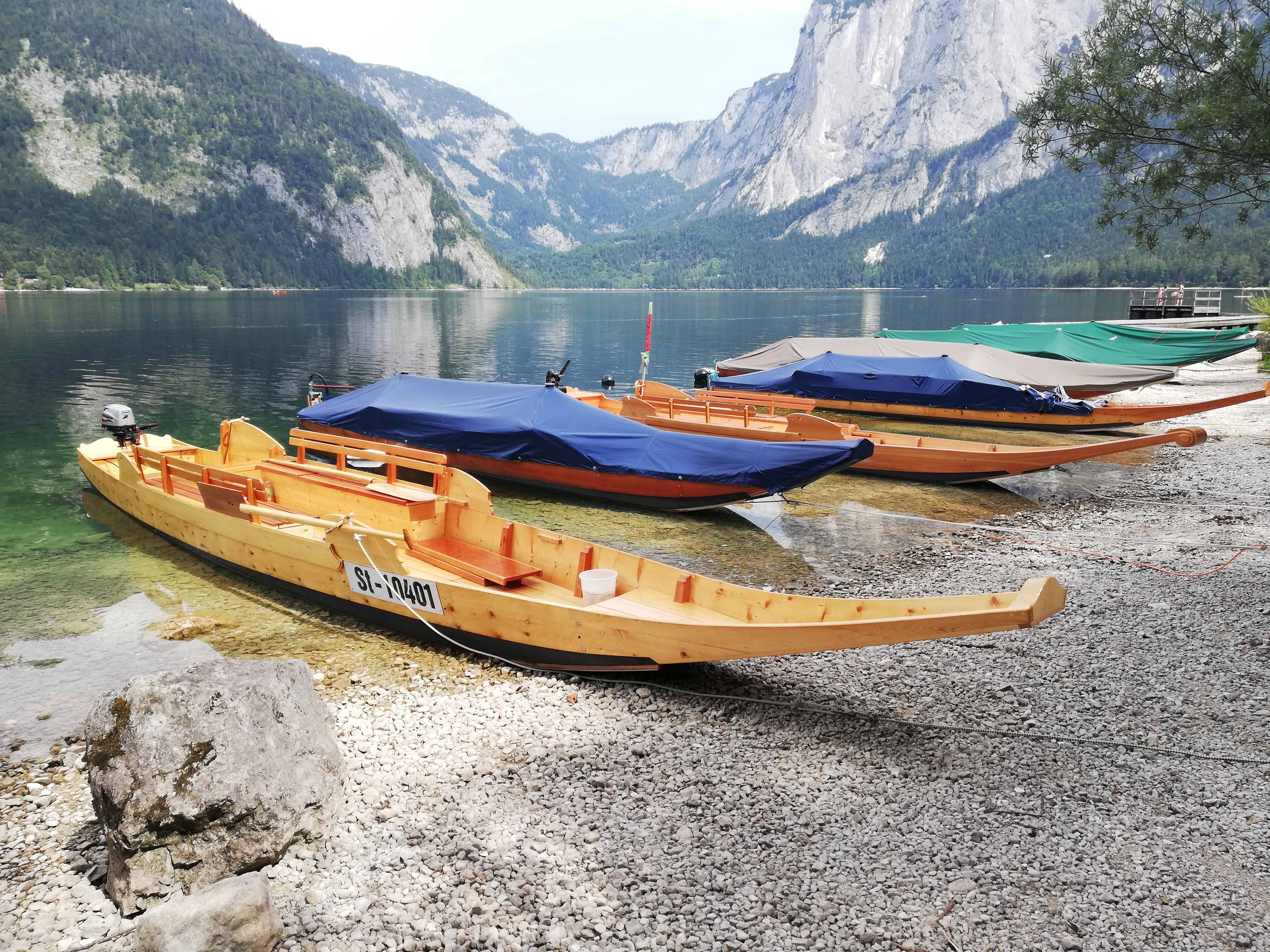
Plätten am Altausseer See

Plätten sind die traditionell kiellosen, weitgehend kastenförmigen hölzernen Arbeitsschiffe, die im Alpen-Donauraum für die verschiedensten Anwendungen genutzt werden (auch Plättl, in Hallstatt auch Fuhr genannt). Die Plätten zeichnen sich durch ihre unverwechselbare Spitze nach vorne aus, die man „Gransel“ oder „Gansing“ nennt. Neben der traditionellen Plätte gibt es noch den „Mutzen“, eine groß dimensionierte Plätte von ca. 20 m Länge und einer Breite, die einer ganzen Musikkapelle mit Instrumenten Platz bietet. Der Mutzen wird in Hallstatt auch als Altarschiff für die traditionelle Fronleichnamsprozession auf dem See eingesetzt.

## In der Flussschifffahrt
In der Flussschifffahrt des Voralpenraums wurden die Plätten neben den größeren, höherwertigen „Kelheimern“, die meist das Ordinari- bzw. Führungsschiff (Hohenau) eines Schiffzugs bildeten, und Zillen (u. a. Ulmer Schachteln) verwendet. Plätten waren für den Gütertransport oder als kleineres Funktionsschiff (Seilplätten) bestimmt und wurden meist wie Flöße nach der Talfahrt am Bestimmungsort als begehrtes Bau- und Nutzholz oder zur Weiternutzung als Lastkahn verkauft. Im Heckbereich waren sie gar überdacht, wenn wertvollere Ladung (Salz, Getreide, …) zu schützen war.
Die einfache Konstruktion machte sie als Einwegschiff billig, der fehlende Kiel unempfindlicher gegen die Untiefen der meist nur periodisch genügend Wasser führenden Gebirgsflüsse.
Nach der Herkunft unterscheidet man z. B. die Salzach- und die Innplätte (auch Tiroler Plätte oder Rosenheimer).
Am Herstellort, z. B. in Tirol, wurden sie auch nach dem Bestimmungsort Wiener Plätte genannt (wie die Ulmer Schachteln in Ulm Wiener Zillen genannt wurden).
Eine Seilplätte dient der Überführung des Seiles vom Schiffszug zu den am Ufer lenkenden, meist berittenen Treibern.
Einstellplätten dienten der häufig nötigen Überfahrt der Pferde zum anderen Ufer.
Hergestellt wurden die Plätten von den Schoppern, so genannt von der Abdichtung der Holzplanken: Die Spalte wurden mit Moos ausgestopft (geschoppt).
In vielen Flussstädten im Inn-Salzachraum sind Originale oder Rekonstruktionen, oft auch im Freien, ausgestellt, z. B. in Rosenheim, Wasserburg und Neubeuern am Inn.

## Auf Seen

Plätte im Einsatz der Berufsfischerei am Grundlsee

Durch die hochgezogene Spitze kann man das Schiff an jeder erdenklichen Stelle eines Flusses oder Sees ans Ufer bringen und auch trockenen Fußes aussteigen. Das plane Unterwasserschiff erleichtert derartige Aktionen ungemein, wirkt sich jedoch auf das Steuerverhalten bei Wind nachteilig aus.
Die Plätte wird normalerweise durch nur einen Steuermann (Ruderer) bewegt. Zu diesem Zweck ist auf der Backbordseite im hinteren Viertel der Plätte die Bordwand etwas erhöht, an der dann ein einzelnes, rund 2,5 bis 3 Meter langes Ruder arretiert wird, traditionellerweise mittels eines Ochsenziemers.
Die Steuerung einer Plätte bedarf einiger Übung, um nicht im Kreis zu fahren. Der Ruderer steht fast ganz hinten im Boot und legt das Ruder mit seiner Stiel (Holzstange) in eine C-förmige Aufnahme eines Bretts an einem von der seitlichen Bordwand relativ weit hinten hochstehenden Brett. Das unter Wasser liegende Ruderblatt wird durch Nach-hinten-Ziehen der Stange ein Stück nach vor gebracht, quergestellt und dann in einem je nach Kurvenwunsch mehr oder weniger großen Bogen nach hinten geführt, um Vortrieb zu erzeugen. Weil die Kraftwirkung etwas (rechts) außerhalb der Bootsmitte erfolgt, entsteht auch ein Drehmoment, das die Plätte nach links einkurven lässt. Das wird kompensiert, indem beim Wieder-nach-vorne-Führen des steil im Wasser stehenden Blattes dieses mit seiner Fläche nicht genau parallel zur Bootswand geführt wird, sondern in einem leicht schrägen Winkel, sodass das in der Halterung abgestützte Ruder hinten rechts Wasser vom Boot etwas wegdrückt und die Bootsspitze damit wieder nach rechts rückt. Bei dieser rhythmischen Bewegung wird das Ruder am Stielgriff nach vorne und hinten bewegt, vollzieht im Wasser eine Bahn wie einen Achter oder eine Ellipse und wird je Schlag um etwa 90° in seiner Stielachse hin und wieder zurück gedreht (ähnlich der Ruderweise der Gondolieri in Venedig).
Plätten werden ausschließlich aus Holz hergestellt, wobei für den Boden Lärchenholz und für die Bordwände Fichtenholz verwendet wird.

## Liste weiterer Plätten und ihre Tragfähigkeit
- die Chiemseeplätte

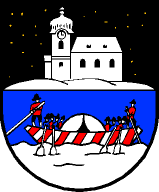
Ein Salzschiff der Zeit im Wappen von Oberndorf bei Salzburg

- die Passauer von 2000 bis 2500 Zentner
- die Salzburger von 600 bis 2000 Zentner
- die Gamsplätte von 1000 bis 1800 Zentner
- die große Spitzplätte von 900 bis 1600 Zentner
- die kleine Spitzplätte von 400 bis 700 Zentner
- die Tiroler von 1000 bis 1500 Zentner
- die Trauner von 300 bis 900 Zentner
- das Traunerl von 200 bis 400 Zentner
- die Rosenheimer von 600 bis 1800 Zentner
- die Haller von 600 bis 1000 Zentner
- die Donauwörthler von 600 und 900 Zentner
- die Einstellplätte von 600 und 900 Zentner
- die Schwabenplätte von 300 bis 850 Zentner
- die große und kleine Berchtesgadener von 400 bis 800 Zentner
- die Stockplätte von 500 bis 600 Zentner
- die Futtérplätte von 300 bis 400 Zentner
- die Seilplatte von 200 bis 300 Zentner
  - Nachweis[1]